# 30 우라니아
30 우라니아(30 Urania)는 소행성대의 S형 소행성이다. 1854년 7월 22일 영국의 천문학자 존 러셀 하인드에 의해 발견되었으며, 그가 발견한 마지막 소행성이다. 그리스 신화에서 천문학을 관장하는 뮤즈인 우라니아에서 이름을 땄다. 1855년에 브레슬라우 관측소의 조수인 빌헬름 귄터가 처음으로 우라니아의 궤도 요소를 계산하였다. 우라니아는 1330.017일(3.64년)을 주기로 태양을 공전하며 13.7시간에 한 번 자전한다.
분광 분석을 통해 석질의 S형 소행성으로 분류되었다. 2000년에 카나리 제도의 갈릴레오 국립 망원경에서 관측한 결과 우라니아의 단면은 긴지름 111 km, 짧은지름 89 km의 타원형인 것으로 드러났다.